# Vernonia (Oregon)
Vernonia é uma cidade localizada no estado norte-americano de Oregon, no Condado de Columbia.

## Demografia
Segundo o censo norte-americano de 2000, a sua população era de 2228 habitantes.
Em 2006, foi estimada uma população de 2307, um aumento de 79 (3.5%).

## Geografia
De acordo com o United States Census Bureau tem uma área de
4,1 km², dos quais 4,0 km² cobertos por terra e 0,1 km² cobertos por água. Vernonia localiza-se a aproximadamente 194 m acima do nível do mar.

## Localidades na vizinhança
O diagrama seguinte representa as localidades num raio de 32 km ao redor de Vernonia.